# Nicola Peltz
Nicola Peltz (Westchester megye, 1995. január 9. –) amerikai színésznő. 
Legismertebb alakítása Bradley Martin a Bates Motel – Psycho a kezdetektől című sorozatban. A Transformers: A kihalás kora című filmben szerepel.

## Fiatalkora
1995. január 9-én született a Westchester megyében, a zsidó származású amerikai milliárdos üzletember, Nelson Peltz és Claudia Heffner modell lánya. 1 nővére és 6 testvére van, köztük a korábbi profi jégkorongozó Brad Peltz és a színész Will Peltz. Apja korábbi házasságaiból két féltestvére is van.

## Pályafutása
2010-ben Az utolsó léghajlító című filmben szerepelt. 2013 és 2015 között a Bates Motel – Psycho a kezdetektől című sorozat főszereplője volt. 2014-ben a Transformers: A kihalás kora című filmben tűnt fel. 2016-ban az Ifjúság Oregonban című filmben szerepelt. 2018-ban a Back Roads című filmben tűnt fel. 2019-ben a The Obituary of Tunde Johnson című filmben volt benne. 2020-ban az Alkalmi randevú című filmben tűnt fel.

## Magánélete
2017 és 2018 között kapcsolatban volt Anwar Hadid modellel. 2020. július 11-én Peltz és Brooklyn Beckham bejelentették eljegyzésüket. 2022. április 9-én a pár Palm Beachen zsidó szertartás keretében összeházasodtak.

## Filmográfia

### Filmek
| Év   | Magyar cím                    | Eredeti cím                     | Szerep        | Magyar hang       |
| ---- | ----------------------------- | ------------------------------- | ------------- | ----------------- |
| 2006 | Kiskarácsony mindenáron       | Deck the Halls                  | Mackenzie     |                   |
| 2008 |                               | Harold                          | Becki         |                   |
| 2010 | Az utolsó léghajlító          | The Last Airbender              | Katara        | Hermann Lilla     |
| 2012 |                               | Eye of the Hurricane            | Renee Kyte    |                   |
| 2014 |                               | Affluenza                       | Kate Miller   |                   |
| 2014 | Transformers: A kihalás kora  | Transformers: Age of Extinction | Tessa Yeager  | Andrusko Marcella |
| 2016 | Ifjúság Oregonban             | Youth in Oregon                 | Annie Gleason | Pekár Adrienn     |
| 2017 | Transformers: Az utolsó lovag | Transformers: The Last Knight   | Tessa Yeager  | Andrusko Marcella |
| 2018 |                               | Back Roads                      | Amber Altmyer |                   |
| 2018 | A házunk                      | Our House                       | Hannah        |                   |
| 2019 |                               | The Obituary of Tunde Johnson   | Marley Meyers |                   |
| 2020 | Alkalmi randevú               | Holidate                        | Felicity      | Laudon Andrea     |
| 2024 |                               | Lola                            | Lola James    |                   |

### Televíziós szerepek
| Év        | Magyar cím                         | Eredeti cím             | Szerep           | Megjegyzések                               |
| --------- | ---------------------------------- | ----------------------- | ---------------- | ------------------------------------------ |
| 2013–2015 | Bates Motel – Psycho a kezdetektől | Bates Motel             | Bradley Martin   | főszereplő magyar hangja Andrusko Marcella |
| 2017      | Embertelenek                       | Inhumans                | Jane             | 1 epizód magyar hangja Laudon Andrea       |
| 2022      | Isten hozott a Chippendalesben     | Welcome to Chippendales | Dorothy Stratten | 1 epizód                                   |